# Valentino Rossi

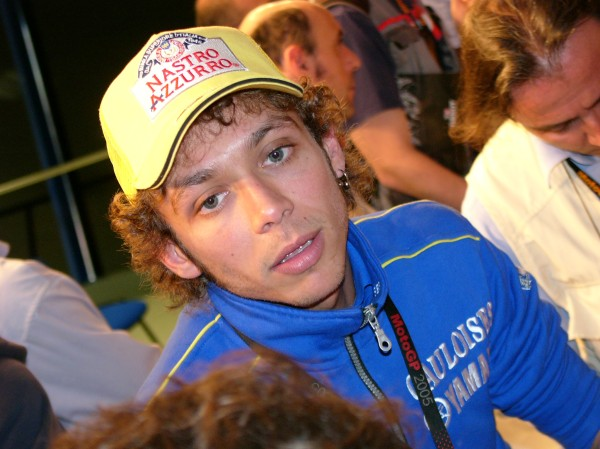
Valentino Rossi, 2005

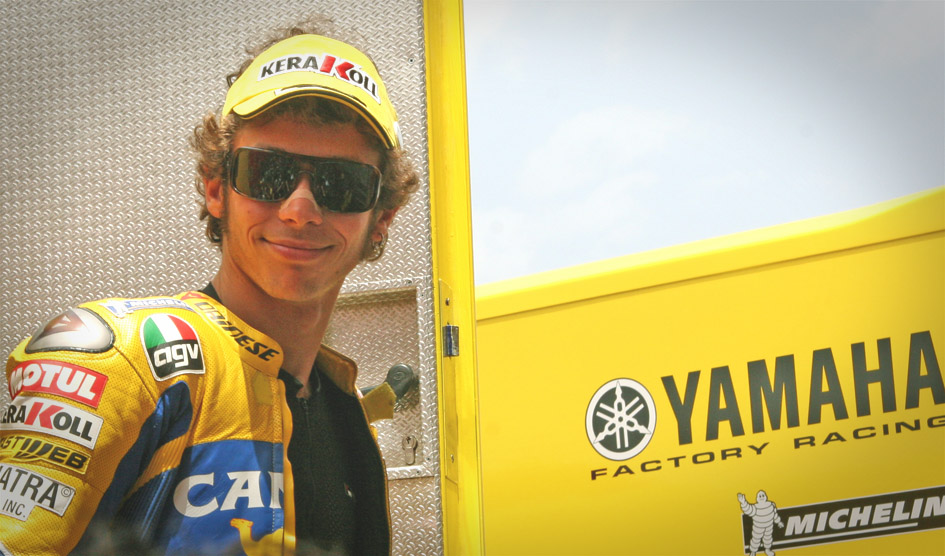
Valentino Rossi, 2006

Valentino Rossi (* 16. Februar 1979 in Urbino) ist ein ehemaliger italienischer Motorradrennfahrer und aktueller Automobilrennfahrer.
Er zählt mit neun Weltmeistertiteln zu den erfolgreichsten Piloten in der Geschichte der Motorrad-Weltmeisterschaft.
Eines von Rossis Markenzeichen ist die Startnummer 46, die bereits sein Vater Graziano Rossi trug. Er trägt zahlreiche Spitznamen, darunter „Vale“ und „The Doctor“.
Neben seinen sportlichen Erfolgen machte Valentino Rossi auch mit schauspielerischen Einlagen auf und neben der Rennstrecke auf sich aufmerksam. So feierte er Siege und Titel häufig mit Kostümen und speziellen Helm- und Motorraddesigns. Durch seine sportlichen Erfolge und sein extrovertiertes Verhalten wurde er einer der beliebtesten Sportler Italiens und ein weltbekannter Medienstar.

## Motorradsport

### Sportliche Karriere
Valentino Rossis Mutter Stefania wünschte sich, dass er Fußballspieler wird, doch sein Vater brachte ihn zum Kartsport. 1990 gewann er mit neun Siegen die regionale Go-Kart-Meisterschaft. Weil er für sein altes Go-Kart zu groß und zu schwer wurde und ein größeres nicht zu finanzieren war, beschloss Graziano, er solle auf Minimoto/Minibike umsteigen. Im Jahr 1991 gewann Rossi sein erstes Minibikerennen. Ein Jahr später wurde er regionaler Minimoto-Champion. Ab dem Alter von 14 Jahren (1993) fuhr Rossi Straßenrennmaschinen und wurde auf einer 125-cm³-Cagiva Dritter in der Italienischen Sport-Produktionsmeisterschaft. 1995 wurde er Italienischer Motorrad-Straßenmeister in der 125er-Klasse auf Aprilia.
In der Saison 1996 fuhr Rossi für Aprilia in der 125er-Klasse der Motorrad-Weltmeisterschaft und holte beim Großen Preis von Tschechien in Brünn seine erste Pole-Position und seinen ersten Grand-Prix-Sieg. 1997 gewann er die Achtelliter-Weltmeisterschaft mit einer Aprilia, wobei er in 11 von 15 Rennen siegte. 1998 wechselte Rossi in die 250er-Klasse, wo er 1999 auf Aprilia RSW 250 neun von 14 Rennen und den WM-Titel gewann.
Im Jahr 2000 setzte er seine Karriere bei Honda in der 500-cm³-Klasse fort, verzeichnete beim Großen Preis von Großbritannien in Donington Park seinen ersten Sieg in der Königsklasse und wurde WM-Zweiter hinter Kenny Roberts jr. 2001 gewann Rossi die letzte nur für 500-cm³-Zweitakter ausgeschriebene Weltmeisterschaft mit elf Siegen in 16 Rennen und wurde damit nach Phil Read der zweite Fahrer in der Geschichte des Motorradrennsports, der in drei Klassen Titel gewonnen hat. Außerdem gewann Rossi 2001 zusammen mit Colin Edwards auf Honda VTR 1000 SP-W das 8-Stunden-Rennen von Suzuka.

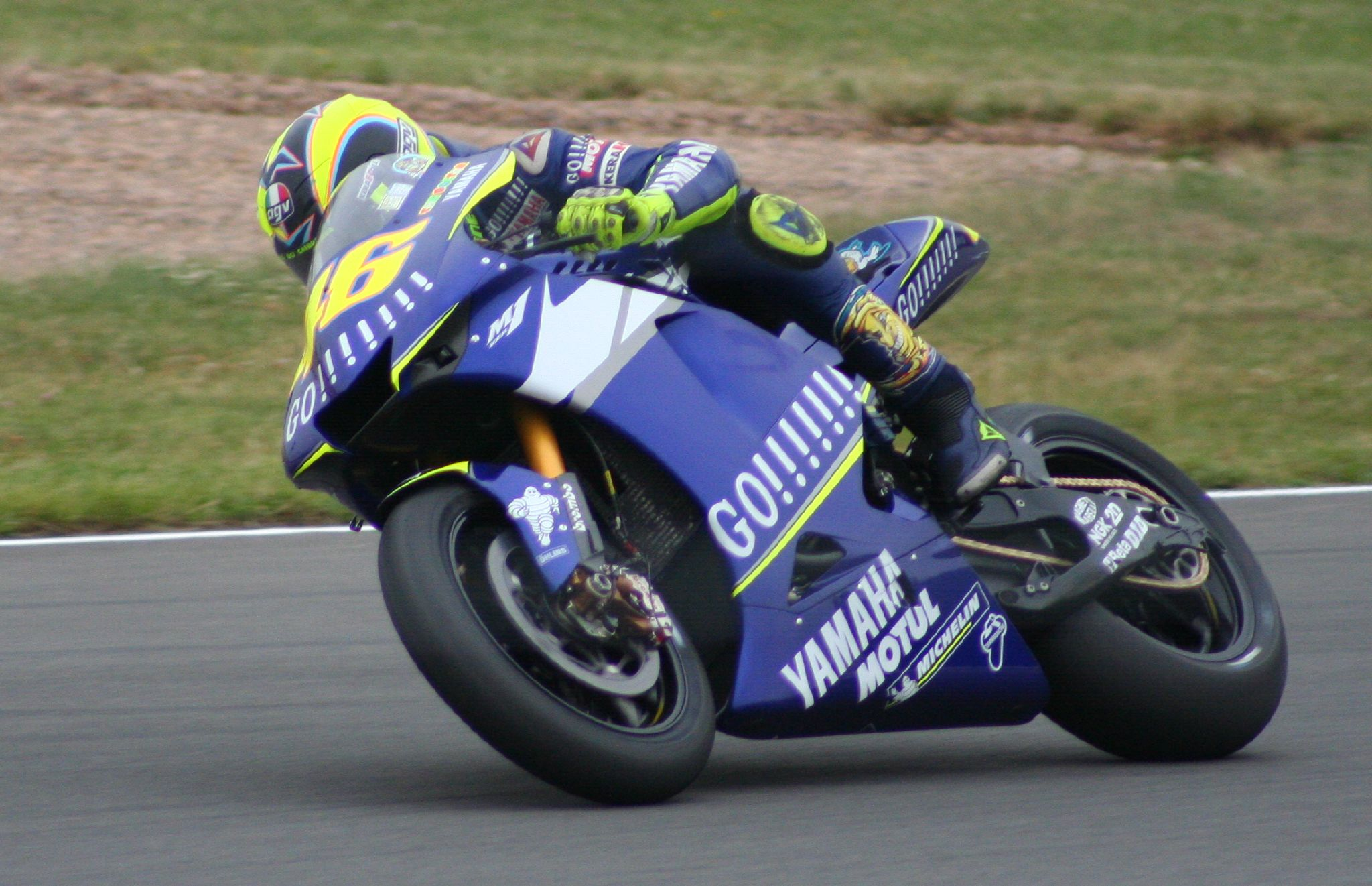
Valentino Rossi, 2005

In den Jahren 2002 und 2003 wurde Rossi erneut Weltmeister, diesmal in der neu geschaffenen MotoGP-Klasse auf der Viertakt-Honda RC211V. Für 2004 suchte er mit einem Zwei-Jahres-Vertrag bei Yamaha nach einer neuen Herausforderung und verteidigte seinen Titel erneut vorzeitig erfolgreich im Rahmen des Großen Preises von Australien. Rossi machte mit Hilfe seines Cheftechnikers Jeremy Burgess in vier Monaten (Januar bis April, denn Honda entließ ihn nicht vorzeitig aus dem am 31. Dezember 2003 auslaufenden Vertrag) aus einem unterlegenen Motorrad ein konkurrenzfähiges Renngefährt. Seinen Wechsel zu Yamaha begründete er mit We won in the wet, we won in the dry. We don’t have the motivation anymore. (Wir haben im Nassen gewonnen, wir haben im Trockenen gewonnen. Wir sind nicht mehr motiviert.). Vorzeitig verteidigte Rossi seinen MotoGP-Titel auch in der Saison 2005.
Im Rahmen des Grand Prix von Deutschland 2005 auf dem Sachsenring verlängerte er seinen Kontrakt mit Yamaha um ein weiteres Jahr bis Ende 2006. Der neue Vertrag soll ihm 20 Millionen Euro pro Saison eingebracht haben. Er war damit der bis dato bestverdienende Motorradsportler der Geschichte und der zu dieser Zeit bestverdienende Sportler Italiens.
Die Saison 2006 verlief durchwachsen für Rossi. Nach einem Sturz infolge einer Kollision mit Toni Elías im Auftaktrennen – dem Grand Prix von Spanien in Jerez – und mehreren Ausfällen durch technische Probleme am Motorrad, z. B. in China und in Frankreich, fiel er in der Punktewertung deutlich hinter den konstant punktenden Nicky Hayden zurück. Eine Aufholjagd ab Saisonmitte und ein Ausfall Haydens nach Kollision mit dessen Teamkollegen Dani Pedrosa im vorletzten Rennen in Portugal brachte Rossi wieder die WM-Führung, nachdem der Rückstand auf den WM-Spitzenreiter zeitweilig bis zu 51 Punkte betragen hatte. Ein selbst verschuldeter Sturz im Abschlussrennen in Valencia und der daraus resultierende 13. Platz kosteten Rossi allerdings den sechsten Titel in Folge.
Zur Saison 2007 wurde der maximal zulässige Hubraum in der MotoGP-Klasse von 990 auf 800 cm³ gesenkt. Ducati baute mit der Desmosedici GP7 ein Motorrad, das besonders in der Höchstgeschwindigkeit dem Feld überlegen war. Rossi musste sich dem überlegenen Weltmeister Casey Stoner beugen und verlor im letzten Saisonrennen in Valencia durch einen Ausfall den zweiten WM-Rang um einen Punkt an den Sieger des Rennens, Dani Pedrosa.
2008 gewann Rossi beim Grand Prix von Japan, bei noch drei ausstehenden Rennen, mit seinem achten Saisonsieg vorzeitig den achten Titel seiner Karriere und seinen sechsten in der Königsklasse. Zudem verbesserte er mit einem Sieg beim Großen Preis von Indianapolis, seinem 69. Sieg in der höchsten Hubraumklasse, den entsprechenden Königsklassen-Rekord von Giacomo Agostini.
Mit sechs Siegen in der Saison 2009 wurde der Italiener vor seinem spanischen Teamkollegen Jorge Lorenzo im Rahmen des Großen Preises von Malaysia vorzeitig zum insgesamt neunten Mal in seiner Karriere Weltmeister.
Am 5. Juni 2010 stürzte Valentino Rossi im zweiten freien Training zum Grand Prix von Italien in Mugello schwer. Er erlitt einen doppelten, offenen Schienbeinbruch und wurde noch am selben Tag im Centro traumatologico ortopedico in Florenz erfolgreich operiert, eine Pause von mindestens sechs Wochen wurde prognostiziert. Nach tatsächlich nur sechs Wochen, in denen er für drei Rennen aussetzen musste, zeigte er auf dem Sachsenring mit Rang vier ein starkes Comeback. Am 15. August 2010 setzte Rossi den vielen Spekulationen um seine sportliche Zukunft ein Ende und unterschrieb einen Zweijahresvertrag ab 2011 beim Ducati MotoGP Team.
Beim Großen Preis von Malaysia 2011 war Rossi unverschuldet in den tragischen Unfall verwickelt, bei dem Marco Simoncelli zu Tode kam.

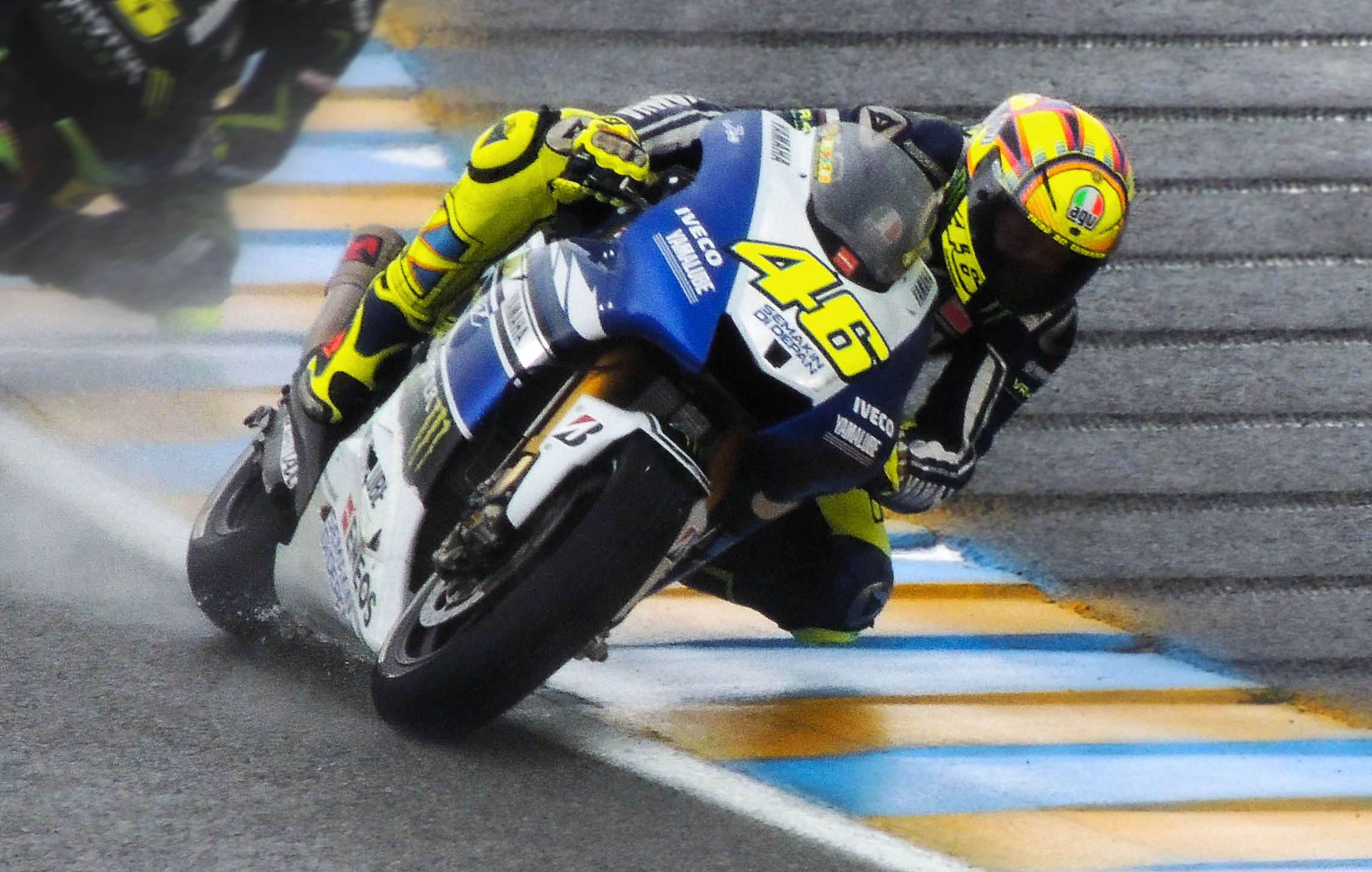
Valentino Rossi, 2013

Am Ende der Saison 2012 verließ Rossi Ducati nach zwei erfolglosen Jahren und wechselte zurück zum Yamaha-Werksteam an die Seite von Jorge Lorenzo und fuhr im ersten Rennen in Katar direkt den zweiten Platz heraus.
Mit dem zweiten Platz beim Großen Preis von Frankreich 2014 auf dem Circuit Bugatti errang Rossi seine 150. Podiumsplatzierung in der Königsklasse (500 cm³ bzw. MotoGP) der Motorrad-Weltmeisterschaft. Den nächsten Meilenstein erreichte er bereits beim nächsten Rennen in Italien. Dort fuhr Rossi sein 300. Rennen in der Motorrad-WM. Mit dem dritten Platz beim Großen Preis von Indianapolis 2014 auf dem Indianapolis Motor Speedway durchbrach er als erster Pilot die 4.000-Punkte-Marke in der höchsten Klasse der Motorrad-Weltmeisterschaft. Nachdem er beim Großen Preis von San Marino das erste Mal in der Saison 2014 aus der ersten Reihe hatte starten können, holte er sich im Rennen den ersten Saisonsieg. Es war sein erster Sieg in Misano seit 2009. Nach einem Sturz des zu diesem Zeitpunkt schon als Weltmeister feststehenden Marc Márquez siegte Rossi auch beim Großen Preis von Australien. Beim Großen Preis von Valencia holte er seine erste Pole-Position seit dem Großen Preis von Frankreich 2010. Im Rennen wurde er hinter Marc Márquez Zweiter und beendete die Saison mit 13 Podestplätzen auf dem zweiten WM-Rang. Es war Rossis erfolgreichste Saison seit seinem letzten WM-Titel 2009.
Durch seinen dritten Platz beim Großen Preis von Deutschland in der Saison 2015 hält Rossi nun den Rekord für den längsten zeitlichen Abstand zwischen dem ersten und letzten Grand-Prix-Podium. Diese Bestmarke hielt vor ihm 29 Jahre Ángel Nieto. Mit seiner Teilnahme am Großen Preis von Malaysia ist Rossi nun der Fahrer mit den meisten bestrittenen Grand-Prix-Rennen (329 Starts). Zuvor hielt Loris Capirossi diesen Rekord. Ebenfalls beim Großen Preis von Malaysia berührten sich Rossi und Márquez, daraufhin stürzte Márquez. Nach dem Rennen entschied die Rennleitung, Rossi für diese Aktion drei Strafpunkte zu erteilen. Da er schon einen Strafpunkt hatte, musste er beim letzten Rennen der Saison in Valencia vom letzten Startplatz ins Rennen gehen. Gegen diese Strafe legte Rossi vor dem Internationalen Sportgerichtshof, mit einem Eilantrag, Einspruch ein. Zumindest wollte er einen Aufschub der Strafe für Valencia erwirken. Dieser Eilantrag wurde jedoch abgelehnt. Obwohl Rossi sich in dem Rennen bis auf den vierten Rang vorarbeitete, reichte es nicht, um den Weltmeistertitel zu gewinnen. Lorenzo siegte und hatte damit in der Gesamtwertung fünf Punkte mehr als Rossi. Da der Titel nun vergeben war, und die Entscheidung des Internationalen Sportgerichtshof darauf keinen Einfluss gehabt hätte, zog Rossi den Einspruch im Dezember zurück.
Beim ersten Rennwochenende der Saison 2016 gaben Rossi und Yamaha die Vertragsverlängerung des Italieners bekannt. Er unterschrieb einen Vertrag bis einschließlich 2018 beim Yamaha-Werksteam. Am 15. März 2018 wurde bekannt, dass Rossi diesen vorzeitig bis 2020 verlängern wird.
Zur Saison 2021 wechselte Rossi zum Petronas Yamaha Sepang Racing Team. Im Vorfeld des Großen Preises der Steiermark kündigte er am 5. August 2021 seinen Rücktritt als aktiver Fahrer zum Ende der Saison an. In der Saison 2022 wird er ein eigenes Team in der MotoGP und in der Moto2 an den Start bringen, das von Mooney gesponsert und den Namen Mooney VR46 Racing Team tragen wird.

### Motorsportliche Aktivitäten neben dem Motorradsport
Seit dem Erreichen der Weltmeistertitel in allen Hubraumklassen ist die Zukunft von Valentino Rossi immer wieder Gegenstand von Spekulationen. Ab 2004 war er wiederholt als möglicher Fahrer beim Formel-1-Team von Ferrari im Gespräch. Damals absolvierte er mehrere Testfahrten und kam dabei auf der Ferrari-Teststrecke bis auf 1,5 Sekunden an die Zeit von Michael Schumacher heran.
Auch Gerüchte über einen Wechsel in die Rallye-Weltmeisterschaft machten nach einem erfolgreichen Einsatz (3. Platz bei der Monza-Rallye) die Runde. Beide Gerüchte bewahrheiteten sich bisher nicht. Am 25. Mai 2006 wurde bekannt, dass zwar ein Angebot von Ferrari existiert habe, Rossi dieses jedoch abgelehnt hat. Am 4. Juni 2006 gab er bekannt, dass er seinen Vertrag bei Yamaha bis Ende 2007 verlängert hat. Am 9. November 2006 testete Rossi auf dem Hockenheimring einen DTM-Mercedes und deutete eine mögliche gemeinsame Zukunft mit dem Stuttgarter Hersteller in der Formel 1 an.
Am 22. November 2009 bestritt Rossi beim 6-Stunden-Rennen in Vallelunga sein erstes Langstreckenrennen und belegte mit Uccio Salucci und Andrea Ceccato in der GT3-Klasse mit einem Ferrari 430 GT3 den dritten Platz.

## Neben der Rennstrecke

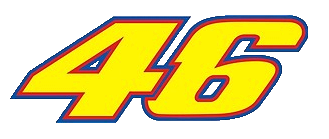
Startnummer 46 im Jahr 2013

### Spitznamen
Den Spitznamen „Il Dottore“ bzw. „The Doctor“ trägt er vermutlich aus mehreren Gründen:
- Er selbst sagte einmal, dass man in der MotoGP-Klasse mit chirurgischer Genauigkeit vorgehen muss.
- Der Zusatz „Dottore“ begründet sich auch in der Vorliebe mancher Italiener, besonders verehrten Persönlichkeiten einen Titel als Respektsbekundung voranzustellen, auch wenn sie diesen gar nicht besitzen.

Rossi geht mittlerweile als „echter“ Doktor an den Start. Die Universität seiner Heimatstadt Urbino hat ihm den Titel eines Dr. h. c. für Kommunikation verliehen.

### Startnummer
Die Startnummer 46 ist das Markenzeichen von Rossi. Diese Nummer trug bereits sein Vater Graziano Rossi. Im Mai 2022 verkündete die Dorna, dass seine Startnummer 46 zurückgezogen wird und somit in der MotoGP-Klasse künftig nicht mehr vergeben werden darf.

### Privatleben
2007 erklärten die italienischen Behörden, gegen Rossi werde wegen des Verdachts der Steuerhinterziehung ermittelt. Es gehe dabei um 112 Mio. Euro nicht versteuerter Einkünfte. Rossi hatte seinen Wohnsitz offiziell nach London verlegt, lebte den Behörden zufolge aber weiterhin hauptsächlich in seinem Heimatort Tavullia. Im Februar 2008 wurde das Verfahren gegen die Zahlung von 35 Mio. Euro eingestellt.
Sein Halbbruder Luca Marini ist ebenfalls Rennfahrer.
Im August 2021 gab Rossi via Social Media bekannt, dass er und seine Freundin Francesca Sofia Novello eine Tochter erwarten.

## Statistik

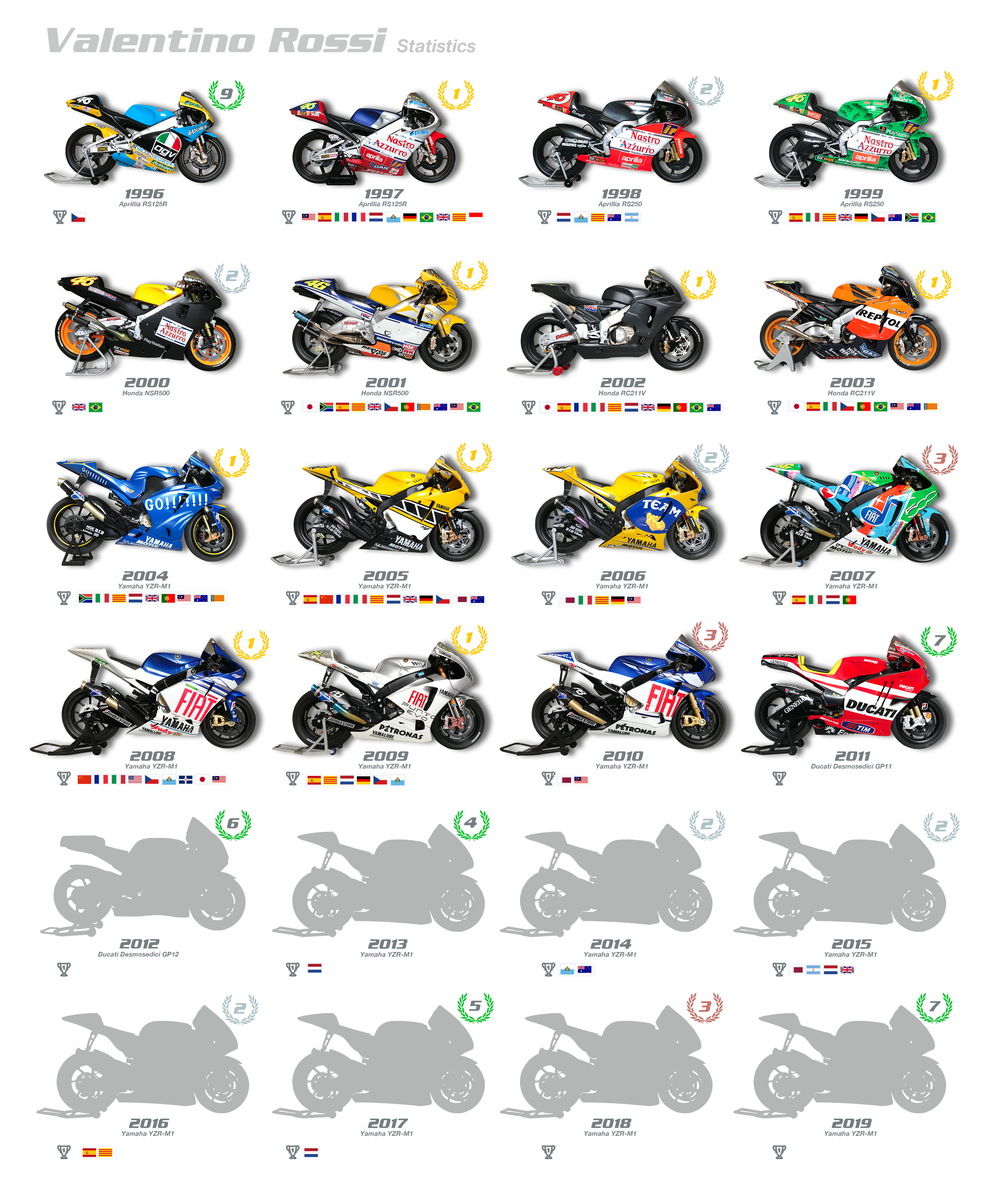
Infografik: Valentino Rossi GP Statistics 1996–2019

### Erfolge
- 1997 – 125-cm³-Weltmeister auf Aprilia
- 1999 – 250-cm³-Weltmeister auf Aprilia
- 2001 – 500-cm³-Weltmeister auf Honda
- 2002, 2003 – MotoGP-Weltmeister auf Honda
- 2004, 2005, 2008, 2009 – MotoGP-Weltmeister auf Yamaha
- 115 Grand-Prix-Siege

### Ehrungen
- Italiens Sportler des Jahres (La Gazzetta dello Sport): 2001, 2002, 2003, 2008, 2009
- Gazzetta Sports Award – „Legende“: 2015
- In Tavullia, dem Heimatort von Rossi, wurde ihm zu Ehren die Höchstgeschwindigkeit im Ort von, den sonst in Italien üblichen, 50 km/h auf 46 km/h herabgesetzt.[23][24]
- Aufnahme in die MotoGP Hall of Fame 2021[25]

### In der Motorrad-Weltmeisterschaft
| Saison | Klasse  | Motorrad                | Team                         | Rennen | Siege | Zweiter | Dritter | Poles | Schn. Runden | Punkte | Ergebnis    |
| ------ | ------- | ----------------------- | ---------------------------- | ------ | ----- | ------- | ------- | ----- | ------------ | ------ | ----------- |
| 1996   | 125 cm³ | Aprilia RS125R          | Scuderia AGV Aprilia         | 15     | 1     | –       | 1       | 1     | 2            | 111    | 9.          |
| 1997   | 125 cm³ | Aprilia RS125R          | Nastro Azzurro Aprilia       | 15     | 11    | 1       | 1       | 4     | 7            | 321    | Weltmeister |
| 1998   | 250 cm³ | Aprilia RS250           | Nastro Azzurro Aprilia       | 14     | 5     | 3       | 1       | –     | 3            | 201    | 2.          |
| 1999   | 250 cm³ | Aprilia RS250           | Nastro Azzurro Aprilia       | 16     | 9     | 2       | 1       | 5     | 8            | 309    | Weltmeister |
| 2000   | 500 cm³ | Honda NSR500            | Nastro Azzurro Honda         | 16     | 2     | 3       | 5       | –     | 5            | 209    | 2.          |
| 2001   | 500 cm³ | Honda NSR500            | Nastro Azzurro Honda         | 16     | 11    | 1       | 1       | 4     | 10           | 325    | Weltmeister |
| 2002   | MotoGP  | Honda RC211V            | Repsol Honda Team            | 16     | 11    | 4       | –       | 7     | 9            | 355    | Weltmeister |
| 2003   | MotoGP  | Honda RC211V            | Repsol Honda Team            | 16     | 9     | 5       | 2       | 9     | 12           | 357    | Weltmeister |
| 2004   | MotoGP  | Yamaha YZR-M1           | Gauloises Yamaha Team        | 16     | 9     | 2       | –       | 5     | 3            | 304    | Weltmeister |
| 2005   | MotoGP  | Yamaha YZR-M1           | Gauloises Yamaha Team        | 17     | 11    | 3       | 2       | 5     | 6            | 367    | Weltmeister |
| 2006   | MotoGP  | Yamaha YZR-M1           | Camel Yamaha Team            | 17     | 5     | 4       | 1       | 5     | 4            | 247    | 2.          |
| 2007   | MotoGP  | Yamaha YZR-M1           | Fiat Yamaha Team             | 18     | 4     | 3       | 1       | 4     | 3            | 241    | 3.          |
| 2008   | MotoGP  | Yamaha YZR-M1           | Fiat Yamaha Team             | 18     | 9     | 5       | 2       | 2     | 5            | 373    | Weltmeister |
| 2009   | MotoGP  | Yamaha YZR-M1           | Fiat Yamaha Team             | 17     | 6     | 5       | 2       | 7     | 6            | 306    | Weltmeister |
| 2010   | MotoGP  | Yamaha YZR-M1           | Fiat Yamaha Team             | 14     | 2     | 2       | 6       | 1     | 2            | 233    | 3.          |
| 2011   | MotoGP  | Ducati Desmosedici GP11 | Ducati Team                  | 17     | –     | –       | 1       | –     | 1            | 139    | 7.          |
| 2012   | MotoGP  | Ducati Desmosedici GP12 | Ducati Team                  | 18     | –     | 2       | –       | –     | 1            | 163    | 6.          |
| 2013   | MotoGP  | Yamaha YZR-M1           | Yamaha Factory Racing        | 18     | 1     | 1       | 4       | –     | 1            | 237    | 4.          |
| 2014   | MotoGP  | Yamaha YZR-M1           | Movistar Yamaha MotoGP       | 18     | 2     | 6       | 5       | 1     | 1            | 295    | 2.          |
| 2015   | MotoGP  | Yamaha YZR-M1           | Movistar Yamaha MotoGP       | 18     | 4     | 3       | 8       | 1     | 4            | 325    | 2.          |
| 2016   | MotoGP  | Yamaha YZR-M1           | Movistar Yamaha MotoGP       | 18     | 2     | 6       | 2       | 3     | 2            | 249    | 2.          |
| 2017   | MotoGP  | Yamaha YZR-M1           | Movistar Yamaha MotoGP       | 17     | 1     | 3       | 2       | –     | –            | 208    | 5.          |
| 2018   | MotoGP  | Yamaha YZR-M1           | Movistar Yamaha MotoGP       | 18     | –     | 1       | 4       | 1     | –            | 198    | 3.          |
| 2019   | MotoGP  | Yamaha YZR-M1           | Monster Energy Yamaha MotoGP | 19     | –     | 2       | –       | –     | 1            | 174    | 7.          |
| 2020   | MotoGP  | Yamaha YZR-M1           | Monster Energy Yamaha MotoGP | 12     | –     | –       | 1       | –     | –            | 66     | 15.         |
| 2021   | MotoGP  | Yamaha YZR-M1           | Petronas Yamaha SRT          | 18     | –     | –       | –       | –     | –            | 44     | 18.         |
| Gesamt | Gesamt  | Gesamt                  | Gesamt                       | 432    | 115   | 67      | 53      | 65    | 96           | 6357   | 9 WM-Titel  |

Grand-Prix-Siege
| Saison | Klasse  | Rennen |
| ------ | ------- | --- |
| 1996   | 125 cm³ | Tschechien |
| 1997   | 125 cm³ | Malaysia Spanien Italien Frankreich Niederlande San Marino Deutschland Brasilien Vereinigtes Konigreich Katalonien Indonesien        |
| 1998   | 250 cm³ | Niederlande San Marino Katalonien Australien Argentinien                                                                             |
| 1999   | 250 cm³ | Spanien Italien Katalonien Vereinigtes Konigreich Deutschland Tschechien Australien Sudafrika Brasilien                              |
| 2000   | 500 cm³ | Vereinigtes Konigreich Brasilien |
| 2001   | 500 cm³ | Japan Sudafrika Spanien Katalonien Vereinigtes Konigreich Tschechien Portugal Valencia SPC Malaysia Brasilien                        |
| 2002   | MotoGP  | Japan Spanien Frankreich Italien Katalonien Niederlande Vereinigtes Konigreich Deutschland Portugal Brasilien Australien             |
| 2003   | MotoGP  | Japan Spanien Italien Tschechien Portugal Brasilien Malaysia Australien Valencia                                                     |
| 2004   | MotoGP  | Sudafrika Italien Katalonien Niederlande Vereinigtes Konigreich Portugal Malaysia Australien Valencia                                |
| 2005   | MotoGP  | Spanien China Volksrepublik Frankreich Italien Katalonien Niederlande Vereinigtes Konigreich Deutschland Tschechien Katar Australien |
| 2006   | MotoGP  | Katar Italien Katalonien Deutschland Malaysia                                                                                        |
| 2007   | MotoGP  | Spanien Italien Niederlande Portugal                                                                                                 |
| 2008   | MotoGP  | China Volksrepublik Frankreich Italien Vereinigte Staaten Tschechien San Marino Indianapolis Japan Malaysia                          |
| 2009   | MotoGP  | Spanien Katalonien Niederlande Deutschland Tschechien San Marino                                                                     |
| 2010   | MotoGP  | Katar Malaysia |
| 2013   | MotoGP  | Niederlande |
| 2014   | MotoGP  | San Marino Australien |
| 2015   | MotoGP  | Katar Argentinien Niederlande Vereinigtes Konigreich                                                                                 |
| 2016   | MotoGP  | Spanien Katalonien |
| 2017   | MotoGP  | Niederlande |

Einzelergebnisse
| Saison | 1         | 2           | 3                   | 4                   | 5                      | 6                      | 7           | 8                      | 9                      | 10                     | 11                     | 12                     | 13         | 14           | 15                  | 16             | 17         | 18       | 19       |
| ------ | --------- | ----------- | ------------------- | ------------------- | ---------------------- | ---------------------- | ----------- | ---------------------- | ---------------------- | ---------------------- | ---------------------- | ---------------------- | ---------- | ------------ | ------------------- | -------------- | ---------- | -------- | -------- |
| 1996   | Malaysia  | Indonesien  | Japan               | Spanien             | Italien                | Frankreich             | Niederlande | Deutschland            | Vereinigtes Konigreich | Osterreich             | Tschechien             | Italien                | Katalonien |              | Australien          |                |            |          |          |
| 1996   | 6         | 11          | 11                  | 4                   | 4                      | DNF                    | DNF         | 5                      | DNF                    | 3                      | 1                      | 5                      | DNF        | DNF          | 14                  |                |            |          |          |
| 1997   | Malaysia  | Japan       | Spanien             | Italien             | Osterreich             | Frankreich             | Niederlande | Italien                | Deutschland            |                        | Vereinigtes Konigreich | Tschechien             | Katalonien | Indonesien   | Australien          |                |            |          |          |
| 1997   | 1         | DNF         | 1                   | 1                   | 2                      | 1                      | 1           | 1                      | 1                      | 1                      | 1                      | 3                      | 1          | 1            | 6                   |                |            |          |          |
| 1998   | Japan     | Malaysia    | Spanien             | Italien             | Frankreich             |                        | Niederlande | Vereinigtes Konigreich | Deutschland            | Tschechien             | Italien                | Katalonien             | Australien | Argentinien  |                     |                |            |          |          |
| 1998   | DNF       | DNF         | 2                   | 2                   | 2                      | DNF                    | 1           | DNF                    | 3                      | DNF                    | 1                      | 1                      | 1          | 1            |                     |                |            |          |          |
| 1999   | Malaysia  | Japan       | Spanien             | Frankreich          | Italien                | Katalonien             | Niederlande | Vereinigtes Konigreich | Deutschland            | Tschechien             | Italien                | Valencia               | Australien | Sudafrika    |                     | Argentinien    |            |          |          |
| 1999   | 5         | 7           | 1                   | DNF                 | 1                      | 1                      | 2           | 1                      | 1                      | 1                      | 2                      | 8                      | 1          | 1            | 1                   | 3              |            |          |          |
| 2000   | Sudafrika | Malaysia    | Japan               | Spanien             | Frankreich             | Italien                | Katalonien  | Niederlande            | Vereinigtes Konigreich | Deutschland            | Tschechien             | Portugal               | Valencia   |              | Japan               | Australien     |            |          |          |
| 2000   | DNF       | DNF         | 11                  | 3                   | 3                      | 12                     | 3           | 6                      | 1                      | 2                      | 2                      | 3                      | DNF        | 1            | 2                   | 3              |            |          |          |
| 2001   | Japan     | Sudafrika   | Spanien             | Frankreich          | Italien                | Katalonien             | Niederlande | Vereinigtes Konigreich | Deutschland            | Tschechien             | Portugal               | Valencia               | Japan      | Australien   | Malaysia            |                |            |          |          |
| 2001   | 1         | 1           | 1                   | 3                   | DNF                    | 1                      | 2           | 1                      | 7                      | 1                      | 1                      | 11                     | 1          | 1            | 1                   | 1              |            |          |          |
| 2002   | Japan     | Sudafrika   | Spanien             | Frankreich          | Italien                | Katalonien             | Niederlande | Vereinigtes Konigreich | Deutschland            | Tschechien             | Portugal               |                        | Japan      | Malaysia     | Australien          | Valencia       |            |          |          |
| 2002   | 1         | 2           | 1                   | 1                   | 1                      | 1                      | 1           | 1                      | 1                      | DNF                    | 1                      | 1                      | 2          | 2            | 1                   | 2              |            |          |          |
| 2003   | Japan     | Sudafrika   | Spanien             | Frankreich          | Italien                | Katalonien             | Niederlande | Vereinigtes Konigreich | Deutschland            | Tschechien             | Portugal               |                        | Japan      | Malaysia     | Australien          | Valencia       |            |          |          |
| 2003   | 1         | 2           | 1                   | 2                   | 1                      | 2                      | 3           | 3                      | 2                      | 1                      | 1                      | 1                      | 2          | 1            | 1                   | 1              |            |          |          |
| 2004   | Sudafrika | Spanien     | Frankreich          | Italien             | Katalonien             | Niederlande            |             | Deutschland            | Vereinigtes Konigreich | Tschechien             | Portugal               | Japan                  | Katar      | Malaysia     | Australien          | Valencia       |            |          |          |
| 2004   | 1         | 4           | 4                   | 1                   | 1                      | 1                      | DNF         | 4                      | 1                      | 2                      | 1                      | 2                      | DNF        | 1            | 1                   | 1              |            |          |          |
| 2005   | Spanien   | Portugal    | China Volksrepublik | Frankreich          | Italien                | Katalonien             | Niederlande | Vereinigte Staaten     | Vereinigtes Konigreich | Deutschland            | Tschechien             | Japan                  | Malaysia   | Katar        | Australien          | Turkei         | Valencia   |          |          |
| 2005   | 1         | 2           | 1                   | 1                   | 1                      | 1                      | 1           | 3                      | 1                      | 1                      | 1                      | DNF                    | 2          | 1            | 1                   | 2              | 3          |          |          |
| 2006   | Spanien   | Katar       | Turkei              | China Volksrepublik | Frankreich             | Italien                | Katalonien  | Niederlande            | Vereinigtes Konigreich | Deutschland            | Vereinigte Staaten     | Tschechien             | Malaysia   | Australien   | Japan               | Portugal       | Valencia   |          |          |
| 2006   | 14        | 1           | 4                   | DNF                 | DNF                    | 1                      | 1           | 8                      | 2                      | 1                      | DNF                    | 2                      | 1          | 3            | 2                   | 2              | 13         |          |          |
| 2007   | Katar     | Spanien     | Turkei              | China Volksrepublik | Frankreich             | Italien                | Katalonien  | Vereinigtes Konigreich | Niederlande            | Deutschland            | Vereinigte Staaten     | Tschechien             | San Marino | Portugal     | Japan               | Australien     | Malaysia   | Valencia |          |
| 2007   | 2         | 1           | 10                  | 2                   | 6                      | 1                      | 2           | 4                      | 1                      | DNF                    | 4                      | 7                      | DNF        | 1            | 13                  | 3              | 5          | DNF      |          |
| 2008   | Katar     | Spanien     | Portugal            | China Volksrepublik | Frankreich             | Italien                | Katalonien  | Vereinigtes Konigreich | Niederlande            | Deutschland            | Vereinigte Staaten     | Tschechien             | San Marino | Indianapolis | Japan               | Australien     | Malaysia   | Valencia |          |
| 2008   | 5         | 2           | 3                   | 1                   | 1                      | 1                      | 2           | 2                      | 11                     | 2                      | 1                      | 1                      | 1          | 1            | 1                   | 2              | 1          | 3        |          |
| 2009   | Katar     | Japan       | Spanien             | Frankreich          | Italien                | Katalonien             | Niederlande | Vereinigte Staaten     | Deutschland            | Vereinigtes Konigreich | Tschechien             | Indianapolis           | San Marino | Portugal     | Australien          | Malaysia       | Valencia   |          |          |
| 2009   | 2         | 2           | 1                   | 16                  | 3                      | 1                      | 1           | 2                      | 1                      | 5                      | 1                      | DNF                    | 1          | 4            | 2                   | 3              | 2          |          |          |
| 2010   | Katar     | Spanien     | Frankreich          | Italien             | Vereinigtes Konigreich | Niederlande            | Katalonien  | Deutschland            | Vereinigte Staaten     | Tschechien             | Indianapolis           | San Marino             | Aragonien  | Japan        | Malaysia            | Australien     | Portugal   | Valencia |          |
| 2010   | 1         | 3           | 2                   | DNS                 | INJ                    | INJ                    | INJ         | 4                      | 3                      | 5                      | 4                      | 3                      | 6          | 3            | 1                   | 3              | 2          | 3        |          |
| 2011   | Katar     | Spanien     | Portugal            | Frankreich          | Katalonien             | Vereinigtes Konigreich | Niederlande | Italien                | Deutschland            | Vereinigte Staaten     | Tschechien             | Indianapolis           | San Marino | Aragonien    | Japan               | Australien     | Malaysia   | Valencia |          |
| 2011   | 7         | 5           | 5                   | 3                   | 5                      | 6                      | 4           | 6                      | 9                      | 6                      | 6                      | 10                     | 7          | 10           | DNF                 | DNF            | C          | DNF      |          |
| 2012   | Katar     | Spanien     | Portugal            | Frankreich          | Katalonien             | Vereinigtes Konigreich | Niederlande | Deutschland            | Italien                | Vereinigte Staaten     | Indianapolis           | Tschechien             | San Marino | Aragonien    | Japan               | Malaysia       | Australien | Valencia |          |
| 2012   | 10        | 9           | 7                   | 2                   | 7                      | 9                      | 13          | 6                      | 5                      | DNF                    | 7                      | 7                      | 2          | 8            | 7                   | 5              | 7          | 10       |          |
| 2013   | Katar     | USA-Texas   | Spanien             | Frankreich          | Italien                | Katalonien             | Niederlande | Deutschland            | Vereinigte Staaten     | Indianapolis           | Tschechien             | Vereinigtes Konigreich | San Marino | Aragonien    | Malaysia            | Australien     | Japan      | Valencia |          |
| 2013   | 2         | 6           | 4                   | 12                  | DNF                    | 4                      | 1           | 3                      | 3                      | 4                      | 4                      | 4                      | 4          | 3            | 4                   | 3              | 6          | 4        |          |
| 2014   | Katar     | USA-Texas   | Argentinien         | Spanien             | Frankreich             | Italien                | Katalonien  | Niederlande            | Deutschland            | Indianapolis           | Tschechien             | Vereinigtes Konigreich | San Marino | Aragonien    | Japan               | Australien     | Malaysia   | Valencia |          |
| 2014   | 2         | 8           | 4                   | 2                   | 2                      | 3                      | 2           | 5                      | 4                      | 3                      | 3                      | 3                      | 1          | DNF          | 3                   | 1              | 2          | 2        |          |
| 2015   | Katar     | USA-Texas   | Argentinien         | Spanien             | Frankreich             | Italien                | Katalonien  | Niederlande            | Deutschland            | Indianapolis           | Tschechien             | Vereinigtes Konigreich | San Marino | Aragonien    | Japan               | Australien     | Malaysia   | Valencia |          |
| 2015   | 1         | 3           | 1                   | 3                   | 2                      | 3                      | 2           | 1                      | 3                      | 3                      | 3                      | 1                      | 5          | 3            | 2                   | 4              | 3          | 4        |          |
| 2016   | Katar     | Argentinien | USA-Texas           | Spanien             | Frankreich             | Italien                | Katalonien  | Niederlande            | Deutschland            | Osterreich             | Tschechien             | Vereinigtes Konigreich | San Marino | Aragonien    | Japan               | Australien     | Malaysia   | Valencia |          |
| 2016   | 4         | 2           | DNF                 | 1                   | 2                      | DNF                    | 1           | DNF                    | 8                      | 4                      | 2                      | 3                      | 2          | 3            | DNF                 | 2              | 2          | 4        |          |
| 2017   | Katar     | Argentinien | USA-Texas           | Spanien             | Frankreich             | Italien                | Katalonien  | Niederlande            | Deutschland            | Tschechien             | Osterreich             | Vereinigtes Konigreich | San Marino | Aragonien    | Japan               | Australien     | Malaysia   | Valencia |          |
| 2017   | 3         | 2           | 2                   | 10                  | DNF                    | 4                      | 8           | 1                      | 5                      | 4                      | 7                      | 3                      | INJ        | 5            | DNF                 | 2              | 7          | 5        |          |
| 2018   | Katar     | Argentinien | USA-Texas           | Spanien             | Frankreich             | Italien                | Katalonien  | Niederlande            | Deutschland            | Tschechien             | Osterreich             | Vereinigtes Konigreich | San Marino | Aragonien    | Thailand            | Japan          | Australien | Malaysia | Valencia |
| 2018   | 3         | 19          | 4                   | 5                   | 3                      | 3                      | 3           | 5                      | 2                      | 4                      | 6                      | C                      | 7          | 8            | 4                   | 4              | 6          | 18       | 13       |
| 2019   | Katar     | Argentinien | USA-Texas           | Spanien             | Frankreich             | Italien                | Katalonien  | Niederlande            | Deutschland            | Tschechien             | Osterreich             | Vereinigtes Konigreich | San Marino | Aragonien    | Thailand            | Japan          | Australien | Malaysia | Valencia |
| 2019   | 5         | 2           | 2                   | 6                   | 5                      | DNF                    | DNF         | DNF                    | 8                      | 6                      | 4                      | 4                      | 4          | 8            | 8                   | DNF            | 8          | 4        | 8        |
| 2020   | Katar     | Spanien     | Andalusien          | Tschechien          | Osterreich             | Steiermark             | San Marino  | Emilia-Romagna         | Katalonien             | Frankreich             | Aragonien              |                        | Europa     | Valencia     | \|\| \|\| \|\| \|\| |                |            |          |          |
| 2020   | C         | DNF         | 3                   | 5                   | 5                      | 9                      | 4           | DNF                    | DNF                    | DNF                    | INJ                    | INJ                    | DNF        | 16           | 12                  |                |            |          |          |
| 2021   | Katar     | Katar       | Portugal            | Spanien             | Frankreich             | Italien                | Katalonien  | Deutschland            | Niederlande            | Steiermark             | Osterreich             | Vereinigtes Konigreich | Aragonien  | San Marino   | USA-Texas           | Emilia-Romagna | Portugal   | Valencia |          |
| 2021   | 12        | 16          | DNF                 | 17                  | 11                     | 10                     | DNF         | 14                     | DNF                    | 13                     | 8                      | 18                     | 19         | 17           | 15                  | 10             | 13         | 10       |          |

| Legende  | Legende            | Legende                                                          |
| Farbe    | Abkürzung          | Bedeutung                                                        |
| -------- | ------------------ | ---------------------------------------------------------------- |
| Gold     | –                  | Sieg                                                             |
| Silber   | –                  | 2. Platz                                                         |
| Bronze   | –                  | 3. Platz                                                         |
| Grün     | –                  | Platzierung in den Punkten                                       |
| Blau     | –                  | Klassifiziert außerhalb der Punkteränge                          |
| Violett  | DNF                | Rennen nicht beendet (did not finish)                            |
| Violett  | NC                 | nicht klassifiziert (not classified)                             |
| Rot      | DNQ                | nicht qualifiziert (did not qualify)                             |
| Rot      | DNPQ               | in Vorqualifikation gescheitert (did not pre-qualify)            |
| Schwarz  | DSQ                | disqualifiziert (disqualified)                                   |
| Weiß     | DNS                | nicht am Start (did not start)                                   |
| Weiß     | WD                 | zurückgezogen (withdrawn)                                        |
| Hellblau | PO                 | nur am Training teilgenommen (practiced only)                    |
| Hellblau | TD                 | Freitags-Testfahrer (test driver)                                |
| ohne     | DNP                | nicht am Training teilgenommen (did not practice)                |
| ohne     | INJ                | verletzt oder krank (injured)                                    |
| ohne     | EX                 | ausgeschlossen (excluded)                                        |
| ohne     | DNA                | nicht erschienen (did not arrive)                                |
| ohne     | C                  | Rennen abgesagt (cancelled)                                      |
| ohne     | keine WM-Teilnahme |                                                                  |
| sonstige | P/fett             | Pole-Position                                                    |
| sonstige | 1/2/3/4/5/6/7/8    | Punktplatzierung im Sprint-/Qualifikationsrennen                 |
| sonstige | SR/kursiv          | Schnellste Rennrunde                                             |
| sonstige | *                  | nicht im Ziel, aufgrund der zurückgelegten Distanz aber gewertet |
| sonstige | ()                 | Streichresultate                                                 |
| sonstige | unterstrichen      | Führender in der Gesamtwertung                                   |

Rekorde in der Motorrad-Weltmeisterschaft
- klassenübergreifend
  - jüngster Fahrer mit 90 Grand-Prix-Siegen mit 29 Jahren und 92 Tagen
  - meiste Podestplätze: 235
  - meiste Punkte: 6357
  - meiste Saisons mit mindestens einem Sieg: 20 (1996–2010, 2013–2017)
  - meiste Saisons mit mindestens einer Pole-Position: 17 (1996–1997, 1999, 2001–2010, 2014–2016, 2018)

- MotoGP-Klasse
  - meiste Weltmeistertitel in Folge: 4 (2002–2005) 1
  - meiste Siege: 89
  - meiste Podestplätze: 199
  - meiste schnellste Rennrunden: 75
  - meiste Podestplätze in Folge: 24 (2002–2004)
  - ältester Weltmeister mit 30 Jahren und 259 Tagen (2009)
  - ältester Grand-Prix-Sieger mit 38 Jahren und 129 Tagen (Dutch TT 2017)
  - ältester Fahrer auf Pole-Position mit 39 Jahren und 107 Tagen (Großer Preis von Italien 2018)
  - ältester Fahrer auf dem Podium mit 41 Jahren und 161 Tagen (Großer Preis von Andalusien 2020)

- 125 cm³-Klasse
  - meiste Siege in einer Saison: 11 (1997)

Anmerkungen:

### Le-Mans-Ergebnisse
| Jahr | Team     | Fahrzeug       | Teamkollege     | Teamkollege          | Platzierung | Ausfallgrund |
| ---- | -------- | -------------- | --------------- | -------------------- | ----------- | ------------ |
| 2024 | Team WRT | BMW M4 GT3     | Ahmad Al Harthy | Maxime Martin        | Ausfall     | Unfall       |
| 2025 | Team WRT | BMW M4 GT3 Evo | Ahmad Al Harthy | Kelvin van der Linde | Ausfall     | Elektrik     |

### Einzelergebnisse in der FIA-Langstrecken-Weltmeisterschaft
| Saison | Team     | Rennwagen  | 1   | 2   | 3   | 4   | 5   | 6   | 7   | 8   |
| ------ | -------- | ---------- | --- | --- | --- | --- | --- | --- | --- | --- |
| 2024   | Team WRT | BMW M4 GT3 | KAT | IMO | SPA | LEM | SAO | AUS | FUJ | BAH |
| 2024   | Team WRT | BMW M4 GT3 | 19  | 19  | DNF | DNF | 23  | DNF | 15  | 28  |
| 2025   | BMW WRT  | BMW M4 GT3 | KAT | IMO | SPA | LEM | SAO | AUS | FUJ | BAH |
| 2025   | BMW WRT  | BMW M4 GT3 | 28  | 20  | 23  | DNF | 27  |     |     |     |